# Pinhal do Norte
Pinhal do Norte é uma povoação portuguesa sede da freguesia homónima do município de Carrazeda de Ansiães. A freguesia tem 16,82 km² de área e 214 habitantes (censo de 2021), tendo, por isso, uma densidade populacional de 12,7 hab./km².

## Geografia
Pertence ao distrito de Bragança. Dista da sede do município aproximadamente 8 km. Fazem parte da freguesia as aldeias de Brunheda, Felgueira e Santrilha. Situa-se a oeste da sede do município, numa encosta à direita da estrada nacional 314-1 que passa pela freguesia de Pombal em direção a Brunheda, ligando os municípios de Murça e de Mirandela, respetivamente, nos distritos de Vila Real e de Bragança, após atravessar uma ponte sobre o rio Tua na margem esquerda deste.

## História
A sua génese histórica é muito antiga, pois está, interligada à antiga vila de Ansiães. Esta vila e castelo de Ansiães teve foral dado pelo rei Fernando I, o Magno, antes da fundação da nacionalidade portuguesa na célebre Conferência de Zamora no ano de 1143, graças à reconquista de terras aos mouros aquando da Reconquista Cristã. O foral, está redigido em latim, mas não está datado. Porém, considerando que este monarca leonês governou entre 1055 e 1065, logo a carta foraleira é anterior à instituição de Portugal como reino. Aquela vila, era constituída intra e extramuros. Na parte extramuros foi criada uma vigairaria do reitor da freguesia de Marzagão que pertencia à Comenda de S. João Baptista no termo daquela Vila. Por isso, era a esta Comenda que a freguesia de Pinhal do Norte pertencia. Embora o povoamento daquela vila seja muito mais antigo, remonta certamente à época pré-histórica, possivelmente, ao período da civilização castreja, a avaliar pelo numeroso espólio arqueológico que se tem encontrado, graças aos estudos desenvolvidos.

## Demografia
A população registada nos censos foi:
| Distribuição da População por Grupos Etários | Distribuição da População por Grupos Etários | Distribuição da População por Grupos Etários | Distribuição da População por Grupos Etários | Distribuição da População por Grupos Etários |
| -------------------------------------------- | -------------------------------------------- | -------------------------------------------- | -------------------------------------------- | -------------------------------------------- |
| Ano                                          | 0-14 Anos                                    | 15-24 Anos                                   | 25-64 Anos                                   | > 65 Anos                                    |
| 2001                                         | 26                                           | 18                                           | 145                                          | 126                                          |
| 2011                                         | 11                                           | 20                                           | 121                                          | 111                                          |
| 2021                                         | 14                                           | 9                                            | 86                                           | 105                                          |